# Смит, Рубен
Рубен Джей Смит (англ. Reuben J. Smith)  —  американский серийный убийца, совершивший в период с мая 1987 года по февраль 1989 года два убийства женщин на территории округа Ориндж (округ, Калифорния). Настоящее количество жертв Рубена Смита неизвестно, так как он был разоблачен в совершении серии нападений на женщин и убийств только лишь в 2021 году, спустя 22 года после своей смерти на основании результатов ДНК-экспертизы.

## Биография
О ранних годах жизни Рубена Смита почти ничего не известно. Известно что Смит родился в 1960 году на территории штата Мичиган.
На протяжении 1980-х Смит проживал на территории округа Ориндж (округ, Калифорния) (штат Калифорния). В начале 1990-х он покинул территорию штата Калифорния и переехал на территорию штата Невада, где нашел жилье и работу в городе Лас-Вегас. В июле 1998 года Смит был арестован в Лас-Вегасе по обвинению в совершении нападения и изнасилования женщины. Во время попытки убийства жертва оказала Смиту ожесточенное сопротивление, в ходе которого ей удалось нанести ему несколько ударов по голове, благодаря чему Смит был впал в дезориентацию, а женщине удалось сбежать. Она обратилась в полицию, которая в ходе недолгих поисков арестовала Смита. После ареста Рубен Смит содержался в окружной тюрьме Лас-Вегаса «Clark County Detention Center», где у него был взят образец крови. По совокупности обвинений, ему грозило уголовное наказание в виде длительного срока лишения свободы, вследствие чего летом 1999 года, незадолго до начала судебного процесса Рубен Смит в возрасте 39 лет совершил самоубийство, находясь в окружной тюрьме .

## Разоблачение
В  2003 году в ходе расследования нераскрытых убийств, прокуратура округа Ориндж установила с помощью результатов ДНК-анализа, что на трупах двух женщин, убитых в период с 1987 года по 1989 год - обнаружены биологические следы, ДНК которых соответствует одному и тому же человеку. После этого  были проведены поиски подозреваемого  с помощью публичных сайтов генетической генеалогии. В 2021 году в ходе поисков было установлено, что генотипический профиль подозреваемого совпадает с генотипическим профилем Рубена Джея Смита, благодаря чему он был идентифицирован в качестве серийного убийцы. Об этом было объявлено в конце июля 2022 года.
Жертвами Смита стали 23-летняя Шэннон Роуз Ллойд, которая была обнаружена задушенной в спальне своего дома на территории города Гарден-Гров в мае 1987 года и 27-летняя Рене Куэвас, которая была задушена и чей труп был обнаружен в феврале 1989 года на территории округа Ориндж возле военной базы Корпуса морской пехоты «El Toro Marine base». Обе девушки перед смертью были подвергнуты сексуальному насилию.
Впоследствии Департамент полиции Лос-Анджелеса, представители прокуратуры округа Ориндж и Департамент полиции Лас-Вегаса обратились к жителям городов штата Калифорния и Невада, которые в разные годы были знакомы с Рубеном Смитом, и создали специальную телефонную с целью установить неизвестные следствию подробности жизни Смита, географию его перемещений, масштаб его деятельности и настоящее количество его жертв.